# Tel Karpas
Tel Karpas (hebreiska: תל כרפס) är en kulle i Israel.   Den ligger i distriktet Norra distriktet, i den nordöstra delen av landet.
Terrängen runt Tel Karpas är platt åt sydväst, men åt nordost är den kuperad. Runt Tel Karpas är det tätbefolkat, med 476 invånare per kvadratkilometer. Närmaste större samhälle är Bet She'an, 6,8 km nordväst om Tel Karpas. Trakten runt Tel Karpas består till största delen av jordbruksmark.